# يوهان غيرهارد كونينغ
يوهان غيرهارد كونينغ (بالألمانية: Johann Gerhard König)‏ (و. 1728 – 1785 م) هو عالم نبات من ألمانيا. ولد في ليفونيا. كان عضوًا في الأكاديمية الألمانية للعلوم ليوبولدينا، والأكاديمية الروسية للعلوم.
توفي في أندرا برديش، عن عمر يناهز 57 عاماً.